# Post Human: Survival Horror
 (mai 2023).
Albums de Bring Me the Horizon
Amo (album)
(2019) Post Human: Next Gen
(2024)
Singles
1. Ludens
Sortie : 6 novembre 2019
2. Parasite Eve
Sortie : 25 juin 2020
3. Obey feat Yungblud
Sortie : 2 septembre 2020
4. Teardrops
Sortie : 22 octobre 2020

Post Human: Survival Horror est un EP/Album du groupe de rock britannique Bring Me the Horizon. Il est sorti le 30 octobre 2020, soit 16 ans après leur premier EP de 2004 et est destiné à être le premier d'une série de quatre projets à sortir par le groupe sous le nom de Post Human. L'EP est produit entièrement par Oliver Sykes, chanteur du groupe, et le claviériste Jordan Fish, avec une production supplémentaire du compositeur Mick Gordon qui a composé les musiques des jeux Doom et Doom : Eternal. Le groupe décide de revenir à du son metalcore plus lourd et plus agressif.
La sortie a été précédée de quatre singles : Ludens, qui était également déjà sorti en single sur la bande originale de Timefall pour Death Stranding, Parasite Eve, Obey et Teardrops. 
L'EP a reçu des critiques généralement positives lors de sa sortie de la part des critiques spécialisées et est devenue la deuxième sortie no 1 du groupe au Royaume-Uni.

## Contexte et enregistrement
Le 20 mars 2020, le groupe annonce qu'il était dans un home studio en écrivant pour son huitième album, qui devait être un EP, dont une partie était coproduite par le compositeur de jeux vidéo Mick Gordon,. Après avoir joué au jeu vidéo Doom Eternal pendant le confinement dû au Covid-19 et avoir été inspiré par la bande originale de Gordon pour le jeu, Oliver Sykes a contacté Gordon pour l'aider à produire la chanson Parasite Eve dans son ensemble. En août 2020, le claviériste du groupe Jordan Fish a taquiné que le groupe prévoyait de sortir une série de sorties,. Parlant des versions, Fish déclare : « Lorsque nous aborderons les autres EP, nous aurons la possibilité de faire appel à d'autres personnes qui sont un peu plus à l'écart ou qui sortent un peu plus des sentiers battus pour notre groupe,. »
Le chanteur principal du groupe, Sykes, a également déclaré qu'il sortirait quatre EP sous le nom Post Human et déclare : « Ils seront tous totalement différents, avec leur propre son et leur propre humeur [...] C'est une chose que nous n'avons jamais vraiment faite. Il y a souvent eu un thème général sur nos disques, mais la musique a toujours ressemblé à un collage. C'est cool et j'aime ça, mais parfois, on a besoin d'une bande-son pour une certaine occasion et une certaine émotion. »
Alors que Sykes est mis en quarantaine pendant la crise sanitaire de Covid-19 en 2020, il commence à écouter le duo de rock Nova Twins. Les membres Amy Love et Georgia South sont également mises en quarantaine séparément à la suite de l'annulation de leurs émissions en mars 2020. Quelque temps après, le duo est contacté par Jason Aalon Butler, propriétaire du label 333 Wreckords de Nova Twins, qui leur dit que Sykes et Fish voulaient leur parler. Le lendemain, Sykes leur envoie un message sur Instagram puis une version inachevée de 1x1. Comme Sykes avait besoin que le morceau soit terminé dans la semaine, Nova Twins a enregistré et rendu leurs parties en deux jours, South ajoutant « quelques bruits de basse étranges là-dessus. »

## Composition

### Paroles et thèmes
Sykes a déclaré que les chansons avaient été écrites pour faire face à la pandémie de Covid-19. Dans une interview avec le NME, Sykes révélerait beaucoup d'informations différentes sur Post Human: Survival Horror. Concernant la chanson Dear Diary, la chanson d'introduction devait s'appeler à l'origine Survival Horror et il voulait que la chanson soit « rapide et punky », ainsi que des paroles sur l'isolement et le verrouillage avec Sykes exprimant comment il ressentait que cela lui faisait se sentir comme c'était une apocalypse zombie avec tous ces sentiments écrits dans un journal pour représenter la façon dont tout le monde se sent contraint de s'isoler de la société dans une pandémie émergente.
La chanson Parasite Eve a été écrite à l'origine sur un virus japonais que Sykes avait lu et sur la façon dont il pensait qu'un énorme virus pourrait avoir un impact sur l'avenir, ce qui finirait par le choquer lorsque le COVID-19 surviendrait car il n'avait jamais pensé que quelque chose comme ça arriverait si tôt. Le groupe a fait des allers-retours en pensant que c'était une bonne idée de sortir la chanson, car ils pensaient qu'elle était peut-être « trop offensante » avant de la sortir avec des paroles modifiées comme Itch for the Cure (When Will We Be Free ?) était à l'origine « Si nous survivons à l'infection. » Ils ont finalement sorti Parasite Eve, avec le raisonnement que les gens ont besoin d'une chanson comme celle-ci, même si elle est sombre. Le son général et les thèmes de Parasite Eve finiraient par dicter la direction pour le reste du disque.
Sykes poursuivrait en expliquant à quel point Teardrops parle de toutes les mauvaises nouvelles dont les gens ont été nourris au cours de l'année écoulée et comment il a mis en perspective la gravité de tout, citant le meurtre de George Floyd pour réveiller tout le monde. à quel point tout est vraiment mauvais et à quel point il est si facile de s'engourdir face aux mauvaises nouvelles, car il y en a tellement qui submergent tout le monde, ce qui a un effet néfaste considérable sur la santé mentale, parce que nous ne réagissons tout simplement pas comme nous le devrions faire envers les choses en conséquence directe de cela. La perspective de Sykes sur tout joue un rôle vital dans ce que Teardrops signifie pour lui et sa réflexion sur la société. La chanson Obey a été écrite sur la façon dont on nous dit, selon Skyes, de simplement « coopérer avec le statu quo, en particulier politiquement et socialement, au lieu d'exiger mieux. » Il exprimait comment la peur nous oblige à accepter la façon dont les choses sont et comment nous obéissons simplement au système. La chanson a été écrite du point de vue de l'oppresseur envers les personnes opprimées, citant l'exemple d'un avertissement donné par le président américain de l'époque, Donald Trump, aux manifestants antiracistes à la suite du meurtre de George Floyd. La collaboration avec Yungblud a commencé lorsque le claviériste, auteur-compositeur et producteur du groupe, Jordan Fish, a suggéré de mettre Yungblud sur la piste car c'était ce dont il avait besoin pour la chanson.
Sykes n'avait pas grand-chose à dire sur Itch for the Cure (When Will We Be Free?), bien qu'il ait déclaré comment les thèmes de la chanson étaient directement liés et liés au suivi de l'album Kingslayer, mettant en vedette Babymetal. Le titre de la chanson Itch for the Cure (When Will We Be Free ?) serait une référence confirmée et un clin d'œil à la chanson Cure for the Itch de l'album Hybrid Theory de Linkin Park. Il poursuivrait en expliquant comment l'idée de Kingslayer est née lorsqu'il jouait à Call of Duty à Amsterdam, et le Kingslayer est ce que tout le monde veut être. Il a utilisé l'idée comme une analogie avec l'idée du président américain de l'époque, Donald Trump, condamnant l'ANTIFA comme une « organisation terroriste » et la rébellion d'extinction causant le chaos, car il estimait que les gens devaient sortir et faire ce qu'ils jugeaient juste, peu importe. le coût. D'où les thèmes et pour Kingslayer de briser les barrières de la réalité. Sykes continuerait à comparer le son de la chanson à quelque chose de leur deuxième album studio Suicide Season, et comment la voix du groupe Babymetal sur le refrain ferait un contraste parfait sur Kingslayer. 
Sykes déclare que 1x1 a été écrit sur « la culpabilité que nous, en tant que société, portons pour ce que nous avons fait à d'autres espèces et ethnies et à d'autres genres », tout en s'inspirant également de son histoire passée et de ses luttes contre la toxicomanie, le citant comme la chanson la plus personnelle du disque pour lui.
La chanson One Day the Only Butterflies Left Will Be in Your Chest as You March Towards Your Death est fait en duo avec la chanteuse d'Evanescence, Amy Lee. La chanson en surface parle d'une relation, mais le sens caché concerne en fait la relation entre l'homme et la mère nature que Sykes décrit comme « abusive ».

### Influence et style
Post Human: Survival Horror est catégorisé par la presse spécialisée dans les genres metal alternatif,, metalcore,, rock électronique, nu metal, metal industriel, hard rock, electronica, EDM et trancecore. L'album est culturellement cité comme jouant un rôle important dans la consolidation du mouvement émergent de renaissance du nu metal de la fin des années 2010 au sein de la scène musicale alternative,. Wall of Sound note « des riffs inspirés du thrash metal sur la chanson Dear Diary. » Ils ont également comparé la chanson Teardrops  à Linkin Park et l'ont qualifiée de morceau de nu metal. Selon The Independent, la chanson Kingslayer emploie le thrash et le shouto pour une rave cauchemardesque. La chanson est en duo avec le groupe de metal japonais Babymetal. Lors d'une interview, Fish et Lee Malia révèlent que Babymetal avait initialement enregistré leurs parties en anglais avant que Sykes ne leur demande de réenregistrer en japonais.

### Accueil
Post Human: Survival Horror a reçu des critiques généralement positives de la part des critiques. Chez Metacritic, qui attribue une note normalisée sur 100 aux critiques des critiques grand public, l'album a une note moyenne de 82 sur 100, ce qui indique une « acclamation universelle » basée sur 8 critiques. Josh Gray de Clash était positif envers la sortie en déclarant, « comme indiqué par son titre, les noms des pistes ... ce disque possède une sérieuse Big Video Game Energy, rehaussée par la présence du compositeur Mick Gordon. Ce dernier aide le groupe à réinjecter une férocité à indice d'octane élevé dans leur musique, et des morceaux comme Obey et Ludens sonnent énormes lorsqu'ils sont associés au bruit de vos balles fauchant vague après vague d'extraterrestres/zombies/villageois d'Animal Crossing ».
Wall of Sound fait l'éloge de la sortie en disant : « Après des années à être plus doux avec leur son, à essayer de nouvelles choses pour prouver leur valeur, Bring Me the Horizon surprendra même le plus grand des critiques avec Post Human: Survival Horror. Il a une touche de tout ce qu'ils ont produit au cours de la dernière décennie et les cimente vraiment comme l'un des meilleurs groupes de rock au monde aujourd'hui. »
Laviea Thomas de Gigwise était positive envers la sortie et a estimé que la sortie « [exploitait] leurs racines, tout en la gardant fraîche. » Andrew Trendell de NME est positif envers la sortie et déclare que certaines des chansons « [ont] l'agressivité pure [qui] rappelle les vibrations plus lourdes de Suicide Season de 2008 et de There Is a Hell, Believe Me I've Seen It. There Is a Heaven, Let's Keep It a Secret. de 2010. »
Nick Ruskell de Kerrang! considère la sortie comme « cathartique » et « lourde » et que « la sortie [des morceaux] a du familier parmi la créativité. »
Neil Z.Yeung d'AllMusic a fait l'éloge de la sortie en déclarant que « Survival Horror est l'une des meilleures distillations du groupe de leurs extrêmes, offrant juste assez de brutalité sans sacrifier leur vision évolutive de la façon dont un groupe de metal peut être mélodique et expérimental. »
« The Independent » était également positif envers la sortie, la qualifiant de « bande-son digne de la fin du monde. »
Callum Foulds de The Line of Best Fit déclare que « Alors que le confinement paraissait être une réalité incompréhensible [...] cet EP de 9 pistes résonnera bien au delà des limites de la quarantaine. »
Sputnikmusic était moins positif en déclarant que Post Human: Survival Horror est « l'équivalent sonore de la restauration rapide, par lequel vous le consommerez, en profiterez et l'oublierez juste après l'avoir terminé, mais c'est amusant tant que ça dure. »

## Liste des pistes
| 1.    | Dear Diary                                                                                             | 2:44 |
| 2.    | Parasite Eve                                                                                           | 4:52 |
| 3.    | Teardrops                                                                                              | 3:35 |
| 4.    | Obey (feat Yungblud)                                                                                   | 3:40 |
| 5.    | Itch for the Cure (When Will We Be Free?)                                                              | 1:26 |
| 6.    | Kingslayer (feat Babymetal)                                                                            | 3:40 |
| 7.    | 1x1 (feat Nova Twins)                                                                                  | 3:29 |
| 8.    | Ludens                                                                                                 | 4:38 |
| 9.    | One Day the Only Butterflies Left Will Be in Your Chest as You March Towards Your Death (feat Amy Lee) | 4:30 |
| 32:10 | |      |

## Classements hebdomadaires
| Classement (2020-2021)             | Meilleure position |
| ---------------------------------- | ------------------ |
| Allemagne (Media Control AG)       | 4                  |
| Australie (ARIA)                   | 3                  |
| Autriche (Ö3 Austria Top 40)       | 7                  |
| Belgique (Flandre Ultratop)        | 18                 |
| Belgique (Wallonie Ultratop)       | 64                 |
| Canada (Canadian Albums Chart)     | 31                 |
| Écosse (OCC)                       | 1                  |
| Espagne (Promusicae)               | 28                 |
| États-Unis (Billboard 200)         | 46                 |
| Finlande (Suomen virallinen lista) | 7                  |
| France (SNEP)                      | 76                 |
| Irlande (Irish Albums Chart)       | 31                 |
| Italie (FIMI)                      | 45                 |
| Japon (Oricon)                     | 16                 |
| Norvège (VG-lista)                 | 28                 |
| Nouvelle-Zélande (RIANZ)           | 19                 |
| Pays-Bas (Mega Album Top 100)      | 41                 |
| Portugal (AFP)                     | 4                  |
| Royaume-Uni (Rock & Metal Albums)  | 1                  |
| Royaume-Uni (UK Albums Chart)      | 1                  |
| Suède (Sverigetopplistan)          | 28                 |
| Suisse (Schweizer Hitparade)       | 6                  |